# Acmispon parviflorus
Acmispon parviflorus är en ärtväxtart som först beskrevs av George Bentham, och fick sitt nu gällande namn av Dmitry Dmitrievich Sokoloff. Acmispon parviflorus ingår i släktet chileväpplingar, och familjen ärtväxter. Inga underarter finns listade i Catalogue of Life.

## Bildgalleri

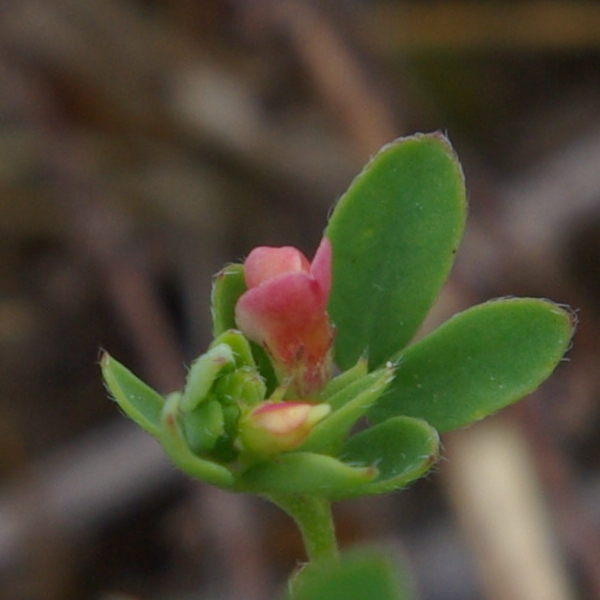
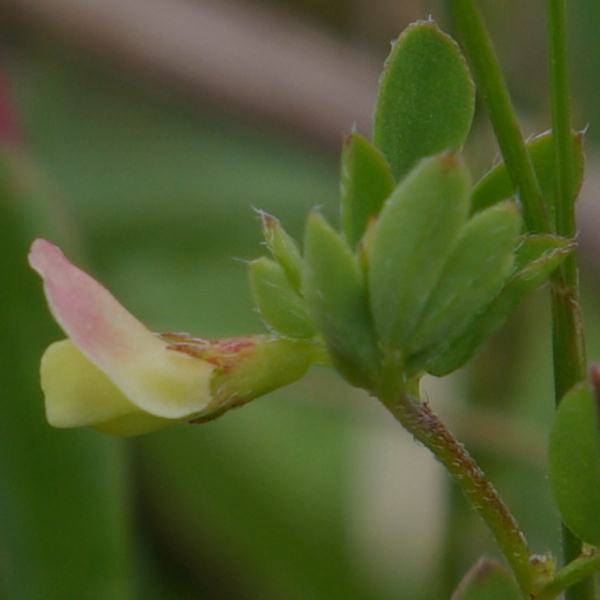